# Стрельников, Иван Михайлович (полный кавалер ордена Славы)
Иван Михайлович Стрельников (19 октября 1923, с. Подольхи, Курская губерния — 22 апреля 1999, с. Подольхи, Белгородская область) — советский военнослужащий, участник Великой Отечественной войны, полный кавалер ордена Славы, командир отделения связи батареи 76-миллиметровых орудий 175-го гвардейского стрелкового полка, гвардии сержант — на момент представления к награждению орденом Славы 1-й степени.

## Биография
Родился 19 октября 1923 года в селе Подольхи (ныне Прохоровского района Белгородской области). Окончил 7 классов. Работал счетоводом в колхозе.
В декабре 1941 года был призван в Красную Армию. Окончил краткосрочные курсы связистов. С марта 1942 года участвовал в боях Великой Отечественной войны. Весь боевой путь прошёл в составе 175-го стрелкового полка 58-й стрелковой дивизии. Сражался на Донском, Юго-Западном, Степном, 2-м, 3-м и 1-м Украинских фронтах. Первой боевой наградой стала медаль «За отвагу» в октябре 1943 году.
27 апреля 1944 года в бою за расширение плацдарма на правом берегу реки Днестр в районе села Варница гвардии красноармеец Стрельников встал на место наводчика. Он выкатил орудие на открытую позицию и прямой наводкой расстреливал пехоту врага. Уничтожил большое количество вражеской пехоты, чем содействовал успеху в отражении контратаки и продвижении стрелковых подразделений. Приказом от 22 мая 1944 года гвардии красноармеец Стрельников Иван Михайлович награждён орденом Славы 3-й степени.
Летом 1944 года дивизия была переброшена на 1-й Украинский фронт. Участвовала в боях на Сандомирском плацдарме. 9 августа 1944 года на сандомирском плацдарме в районе населённого пункта Жабец телефонист батареи гвардии сержант Стрельников в сложных условиях боя устранил 5 порывов линии связи. Был ранен, но остался в строю. Приказом от 30 ноября 1944 года гвардии сержант Стрельников Иван Михайлович награждён орденом Славы 2-й степени.
23 января 1945 года гвардии сержант Стрельников в числе первых переправился через реку Одер у города Оппельн и установил телефонную связь с батареей. В ходе боёв несколько раз восстанавливал связь, лично истребил 6 солдат. Указом Президиума Верховного Совета СССР от 27 июня 1945 года за образцовое выполнение заданий командования в боях с захватчиками гвардии сержант Стрельников Иван Михайлович награждён орденом Славы 1-й степени. Стал полным кавалером ордена Славы.
После Победы остался в армии. Участвовал в параде Победы в Москве на Красной площади в 1945 году. В 1947 году гвардии старшина И. М. Стрельников был демобилизован.
Вернулся в родное село. Работал председателем сельсовета, на других должностях. Умер 22 апреля 1999 года.

## Награды
Награждён орденами Отечественной войны 1-й и 2-й степеней, Красной Звезды, Славы 3-х степеней, медалями, в том числе «За отвагу».

## Память
В посёлке городского типа Прохоровка на Аллее Героев установлен бюст И. М. Стрельникова. В 2002 году его именем названа средняя школа в селе Подольхи.